# Kumanica-barlang
A Kumanica-barlang (bolgárul: Куманица) Bulgáriában található, a Balkán-hegységben, Cserni Oszam község területén. A barlang bejárata a Kumanica-folyó szurdokának folyás szerinti bal oldalán nyílik, egy vízesés közelében. A barlangot 1962-ben kezdték el kutatni. Jelenleg ismert hossza 1656 méter, a szintkülönbség benne 104 méter. 
A Kumanica bejárata igazán érdekes. A barlang szája ugyanis a Kumanica-folyó közepes vízszintje felett nyílik egy méterrel. A 2,5 méter széles és kb. 2,5 méter magas bejárat tavasszal, a hóolvadás alatt, illetve az esősebb időszakokban megközelíthetetlen, a Kumanica-folyó szurdokában felduzzadó és erősen örvénylő víz ugyanis elérhetetlenné teszi a barlangot. A barlangban két patak folyik, ezek azután egyesülnek. A kisebbik patak a bejárattól indul és szárazabb időszakokban kiszárad. A nagyobbik, 300-400 l/s-os vízhozamú patak vize, amely egy szifonból tör elő, valószínűleg a barlang feletti területekről származik, illetve vélhetően a Kumanica-folyó felsőbb szakaszán szivárog a kőzetbe. Esős időben a barlang lépcsői, küszöbjei vízesésekké válnak, ilyenkor nehéz közlekedni a rendszerben. A barlang felső szintjét csak részben sikerült feltárni. 
A barlangászok általában a patak menti fő ágat szokták bejárni. Itt küszöbök, vízesések, nagy termek, tágas folyosók, tavacskák köveik egymást. Szép cseppkőképződmények teszik még látványosabbá a barlangot: függő- és állócseppkövek, cseppkőoszlopok, cseppkőzászlók, mésztufagátak. A barlangi patak egy tóba torkollik, amely szifont képez. A víz a bejárattól számított 4 kilométeres távolságban lép ismét a felszínre, egy karsztforrásban, amely a környék ivóvízellátását biztosítja. Éppen ezért a barlang csak korlátozottan kutatható.

## Fordítás
- Ez a szócikk részben vagy egészben  a(z)   Куманица (пещера) című bolgár Wikipédia-szócikk fordításán alapul.  Az eredeti cikk szerkesztőit annak laptörténete sorolja fel. Ez a jelzés csupán a megfogalmazás eredetét és a szerzői jogokat jelzi, nem szolgál a cikkben szereplő információk forrásmegjelöléseként.